# بروگنرا
بروگنرا (به ایتالیایی: Brugnera) یک کومونه در ایتالیا است که در استان پوردنونه واقع شده‌است.

## خصوصیات
بروگنرا ۲۹٫۲ کیلومترمربع مساحت و ۹٫۴۰۰ نفر جمعیت دارد و ۱۶ متر بالاتر از سطح دریا واقع شده‌است.